# Qurqania (nahija)
Nahija Qurqania (ar. ناحية قورقينا)  je sirijska nahija) u okrugu Harem u pokrajini Idlib. Po popisu iz 2004. (prije rata), nahija je imala 12.552 stanovnika. Administrativno sjedište je u naselju Qurqania.